# Elección presidencial de El Salvador de 1891
Las elecciones presidenciales de El Salvador de 1891 fueron celebradas el domingo 18 de enero del mismo año, siendo Carlos Ezeta el único candidato y resultando electo con 52,342 votos. Como vicepresidente resultó electo Antonio Ezeta.